# Ta Keo
Ta Keo je piramidalni terasasti kmerski hram iz 10. stoljeća u Angkoru, Kambodža, vjerojatno najstariji koji je bio u potpunosti izgrađen od pješčenjaka. Izgradio ga je kralj Jayavarman V. od 975. – 1000. godine i izvorno se zvao Hemasringagiri (kmerski za "Planina sa zlatnim vrhovima").
Ta Keo je izgrađen po uzoru kraljevskog hrama Pre Rup kojeg je izgradio Jayavarmanov otac, kralj Rajendravarman. Tako ima pet tornjeva sa svetištima u bazi svakog od njih, organizirani u križnom nizu na piramidi s pet stepenastih terasa, okruženi rovom, promjera 122 x 106 m, koji simbolično predstavlja planinu Meru. Kako nema izvanjskih dekoracija, jer je napola izgradnje obustavljena zbog borbi oko prijestolja, hram izgleda poprilično dojmljivo. Galerija na drugoj terasi, promjera 80 x 75 m, je imala čisto dekorativnu ulogu i jedna je od najstarijih od kasnije mnogih izgrađenih u Angkoru. Na četiri kuta treće terase nalaze se tornjevi sa svetištima otvorenima na sve četiri strane. Srednji toranj, tj. gornja piramida, promjera 60 x 47 m, se uzdiže 45 metara od tla i ima četiri strma stubišta koja vode do njezina vrha. Na dnu istočnog stubišta nalazila se skulptura Nandija, bika koji je jedno od utjelovljenja Šive.
Od 1992. godine Ta Keo je, kao dio Angkora, na popisu svjetske baštine UNESCO-a.
- Položaj Ta Keo hrama u Angkoru
- Tlocrt hrama
- Pročelje hrama
- Jedan tornjeva
- Skulptura s hrama